# Coq hardi (périodique)
Pour les articles homonymes, voir coq hardi.
Coq hardi est un périodique français s'adressant à la jeunesse, fondé par le dessinateur Marijac de son vrai nom Jacques Dumas. Le premier numéro paraît le 20 novembre 1944 et le journal prend fin en 1963. Il est publié par les éditions SELPA. Le lieu de rédaction et d'administration du journal des deux premières années était le 21 rue Blatin à Clermont-Ferrand, l'adresse change ensuite pour le 10 rue des Pyramides à Paris (Ier) à partir de la troisième année de parution en 1946.
La fréquence de publication du journal s'intensifie progressivement (bimensuel puis hebdomadaire). La première série, qui connaît 243 numéros de novembre 1944 à novembre 1950, est l'une des publications jeunesse les plus populaires de la France d'après-guerre, tirant jusqu'à 150 000 exemplaires. Le sous-titre du journal de la première année est « Chante tous les 10 jours pour la jeunesse française »: Les auteurs français les plus populaires de l'époque y participent. Les séries les plus célèbres publiées dans le journal sont : Les Trois Mousquetaires du maquis, Colonel X, les Desperados, Poncho Libertas, Chasse au corsaire et Tonnerre sur le Pacifique. Le journal ne propose pas uniquement des bandes dessinées car une place importante est laissée au rédactionnel dans les premières années de parution, place qui tend à réduire au fil des numéros. 
Le journal rencontre un vif succès, ce qui entraîne la création d'un autre journal par Marijac, Baby journal, s'adressant à un public plus jeune. 
Il connaît toutefois quelques interruptions avec des relances difficiles dans les années 1953-1956 et 1962-1963 en raison de la concurrence de la presse enfantine notamment le journal Tintin pour les années 1950 et Pilote pour les années 1960. 

## Seconde Guerre mondiale

### 1940-1944: diminution drastique des publications
Le journal Coq hardi apparaît pour la première fois en 1944 au moment de la Libération. Durant la Seconde Guerre mondiale, le marché de la presse française avait connu un ralentissement important, sa diffusion était inégale et de nature différente en zone occupée et en zone non-occupée. La presse est alors particulièrement surveillée de par son influence importante sur les populations et pour paraître, les journaux devaient avoir une autorisation préalable. Des éditeurs rencontrent des difficultés du fait de leur origine ce qui ralentit davantage le développement du marché de la presse française. C'est le cas des frères Offenstadt, dont l'entreprise d'édition est aryanisée. Une autre personnalité est touchée par ses arrestations, il s'agit de Paul Winkler le fondateur et directeur de la maison de presse Opera Mundi chargé de vendre aux journaux français des bandes dessinées étrangères majoritairement américaines. C'est ainsi qu'un processus de dés-américanisation de la presse française s'instaure. 
La libération de la France en 1944 avec le soutien des États-Unis marque un tournant dans l'histoire de la presse enfantine. Les bandes dessinées américaines commencent peu à peu à être réintroduites directement ou indirectement sur le marché de la presse enfantine française puis ce sont les bandes dessinées belges qui font leur apparition en masse dans les années 1950. Ainsi, la presse française, et donc le journal Coq hardi, est malmenée en raison d'une concurrence en hausse. En effet, les bandes dessinées étrangères sont moins chères à acheter pour un directeur de journal car le seul coût important est la traduction du texte. Ainsi les journaux publiant des bandes dessinées étrangères sont vendus à moindre coût.

### Difficultés du marché de la presse enfantine à la fin des années 1940
Au moment de la Libération, sous le Gouvernement provisoire de la République française (GPRF), une attention particulière est portée à l'éducation et au devenir des enfants. En effet, la restriction et la surveillance de la presse enfantine se poursuit sur le territoire français. Le marché français est inondé par la presse catholique avec Lisette des éditions Fleurus, ou encore Âmes vaillantes et Cœurs vaillants, ou communiste avec Vaillant. Ces journaux sont en situation de forte concurrence pour accaparer la part la plus importante du marché de la presse enfantine. La restriction de papier se poursuit quelques années après la guerre et Coq hardi est limité par cette contrainte. En effet, dans un premier temps, le GPRF privilégie davantage la presse adulte et la presse d'information que la presse enfantine. 
Le journal Coq hardi affirme une production entièrement française. En effet, les couleurs du journal sont celles du drapeau français, un coq tricolore est dessiné sur la première page et la majeure partie du contenu du journal est une création purement française. 
À la fin des années 1940, une vague de critique se lève contre la violence exaltée dans les bandes dessinées pour les jeunes. Le contenu proposé par les journaux est jugé trop violent et dangereux pour la jeunesse (apologie de la violence, du banditisme). Ces critiques touchent Coq hardi dès l'année 1948 et aboutissent à la Loi de 1949 (loi de censure de la presse enfantine).

## 1946-1948: des années phares
L'apogée du journal Coq hardi se situe dans les années 1946 à 1948. En effet, c'est dans ces années-là que le tirage est le plus important atteignant 150 000 tirages, et que le journal se développe le plus. L'équipe rédactionnelle est composée d'auteurs jeunes et encore peu connus comme Claude Marin, mais aussi de célébrités comme Alain Saint-Ogan ou Calvo. 

### Place prépondérante de la bande dessinée
Entre 1946 et 1948, la place de la bande dessinée est centrale au sein du journal Coq hardi et tend à supplanter le rédactionnel. Elle représente dans ces années-là, plus de la moitié des planches.

#### Surreprésentation des bandes dessinées à caractère humoristique
Une grande partie du journal Coq hardi est consacrée à la bande dessinée humoristique. La bande dessinée phare du journal est Les Trois Mousquetaires du maquis dessinée et scénarisée par Marijac. Elle occupe la première page à de multiples reprises. Cette série est créée spécialement pour le journal Coq hardi en 1944. Elle met en scène trois personnages engagés dans la Résistance, plus précisément dans le maquis d'Auvergne tout comme Marijac. La série est peu violente et les trois personnages combattent l'occupant allemand dans les scènes absurdes qui visent davantage à ridiculiser qu'à haïr. Le dessin n'est pas réaliste ce qui contribue à la caricature qui y est faite des soldats allemands. Une page ou demi-page en couleur lui est consacrée à chaque numéro. Cette bande dessinée s'inscrit dans le retour de Marijac sur la scène éditoriale après s'être engagé dans la Résistance. Cette série est originale car Marijac en est le dessinateur alors qu'il est avant tout un scénariste à cette période. En raison du succès de cette bande dessinée, six albums-magazines sont édités. Il s'agit véritablement de la bande dessinée la plus importante du journal car elle incarne l'idéologie patriotique du journal par une glorification de la Résistance. Elle met en exergue la solidarité qui doit régner entre les Français. 
D'autres séries sont publiées dans le journal : 
- Flipette par Flip
- Les petites histoires de Saint Ogan par Saint-Ogan qui fait une apparition succincte alors qu'il dirige Benjamin.
- Bobichon par Claude Marin qui est alors très jeune. Né en 1931, il est propulsé par Marijac qui lui laisse progressivement plus d'espace dans le journal.
- Kid Tom Pom par Claude Marin
- Baby Baluchon par Mat, un auteur aux participations multiples dans d'autres supports de presse tel que L'Epatant, Vaillant ou dans Junior.
- Pat'folle Capitaine corsaire par Calvo et Marijac. Calvo est alors un auteur célèbre pour La Bête et morte publié en 1944.
- Totoche le Vagabond par Jac
- Mandrago le super magicien par Jac
- Bill de Clown par Claude Marin
- Tribacil par Erik qui travaille pour de multiples journaux en parallèle de sa collaboration pour Coq hardi et disparaît assez vite. Ce personnage apparaît dans deux séries au fil des numéros : Tribacil contre Herr Doktor Klorat et Tribacil chez les Astériens.
- Lariflette par Laborne surtout connu pour cette série qui continue à être publié dans Ouest-France jusque dans les années 1980.
- Les Petits Tracas de Séraphin Poiplume par Piersoim, son unique production connue.

Toutes ces bandes dessinées prennent souvent la forme de récit à suivre, bien que cela ne soit pas stipulé. On trouve une continuité au fil des numéros. Parfois, des petites illustrations humoristiques, sous la forme de texte sous image, sont présentes dans les coins gauche et droit de la page 2. Ces dessins se limitent à une case et servent à combler l'espace. Elles sont dessinées par Claude Marin, Flip et Brio. Les deux premiers se voient par la suite confié la rédaction de bandes dessinées complètes sur une demi-page ou une page complète marquant ainsi leur ascension au sein du journal.

#### Bandes dessinées réalistes
La bande dessinée présente dans Coq hardi se subdivise en différents thèmes relevant du récit d'aventure. Il s'agit presque exclusivement de bandes dessinées françaises originales.

##### Guerre et espionnage
Le premier thème mêle guerre et espionnage en lien avec l'exaltation de la Résistance. La bande dessinée Colonel X illustre bien ce thème. Initialement sous le nom de Maquis contre SS, elle est créée en 1947 par Poïvet (dessinateur) et Bornet (scénariste). Par la suite, les auteurs se succèdent puisque Marijac prend la place de Bornet la même année, Poivet est remplacé par Mathelot de 1949 à 1951, puis par Gloesner de 1952 à 1953 et enfin par Kline. Cette bande dessinée explore le thème de l'espionnage durant la seconde guerre mondiale mettant en scène le personnage de Colonel X un officier des forces françaises libres. Il n'y a donc pas que les Forces françaises de l'intérieur qui sont exaltées mais également les Forces françaises libres. Cette bande dessinée témoigne du soutien porté par le journal au gouvernement du général de Gaulle. Raymond Poïvet a travaillé en 1944 pour le Téméraire (journal collaborationniste) avant de travailler pour Vaillant et Coq hardi au moment de la libération. Cette collaboration avec Coq hardi s'inscrit dans le cadre de la politique d'amnistie générale.
D'autres séries sont publiées dans le journal :
- Tonnerre sur le Pacifique par Marijac et Dum's ;
- 20 000 Volts par Ferrari ;
- Grand Cirque par Christian Mathelot et Clostermann ;
- Géants du ciel par Christian Mathelot et Marijac ;
- Drago par Burne Hogarth. C'est une bande dessinée étrangère américaine traduite et reprise par Marijac. Une des seules bandes dessinées étrangères du journal, elle est achetée au New York Post Syndicate, 3 000 $ pour 54 planches.

##### Westerns: intérêt pour la culture et l'histoire américaine
Le second thème est celui des Western en lien avec l'influence américaine qui s'accroit en Europe occidentale après la Libération. La bande dessinée Poncho Libertas est une collaboration d'Étienne Le Rallic et Marijac. Dans le Far West, trois acolytes défendent les paysans exploités. Cette bande dessinée incarne les valeurs que défend le journal qu'est la défense de l'opprimé par exemple. Ce récit prend sens dans la politique du journal de consacrer une place importante à l'histoire et à la culture des États-Unis. Par la suite, deux autres séries sont publiées dans Coq hardi, les Desperados (1947) et Les justiciers du Sonora (1948), mettant en scène les mêmes personnages que dans Poncho Libertas. Étienne Le Rallic est un auteur connu du public à ce moment-là de par sa collaboration avec de grandes maisons d'éditions (Fayard, Offenstadt et Fleurus). Il a également travaillé pour le Téméraire et pour le journal Ololê. 
Jim Boum est un des personnages phare de Marijac et apparaît à de nombreuses reprises dans le journal de 1946 à 1954. Il apparaît avant tout dans des séries à suivre tel que le Saumon d'Argent en 1946 (repris en 1957) ou La piste infernale en 1947. Sa première apparition reste cependant dans Tonnerre sur le Pacifique où il est alors pilote de l'aéronavale américaine. Par la suite, il est surtout présent dans des histoires classiques de cow-boy. Le personnage principal mène une enquête à propos d'une tribu indienne qu'il cherche à protéger. C'est donc une histoire moralisatrice où le héros incarne une figure de justicier dans un univers qui reste violent et sanglant. Par la suite, l'univers du personnage évolue en dehors du Far West, par exemple dans La piste infernale, il part en Afrique. En raison du succès de cette série, les aventures du personnage Jim Boum sont publiées en albums. 
D'autres séries sont publiées dans le journal : 
- Sitting Bull par Dut et Marijac publié entre 1948 et 1951. Cette série est une des toutes premières à aborder les guerres indiennes du point de vue des Indiens d'Amérique ;
- Flamme cheval Sauvage par Edd Dodds et traduit par Marijac. C'est une des premières bandes dessinées écologistes.

Ces bandes dessinées montrent l'attirance pour les États-Unis des auteurs de cette époque.

##### La piraterie
Le troisième thème est celui de la piraterie. La bande dessinée Chasse au corsaire est une création de Paul Bérato sous le pseudonyme d'Yves Dermèze au scénario et de R. Cazanave au dessin. Elle est publiée de 1946 à 1947 dans le journal Coq hardi. Raymond Cazanave écrit dans plusieurs journaux, parmi lesquels Lisette, et chez divers éditeurs comme les Éditions Mondiales. Cette période correspond à son apogée. Les héros sont des membres de la police maritime qui affrontent des corsaires allemands nazis. Ce récit de piraterie moderne sert de prétexte une fois encore à l'idée de résistance contre l'Allemagne. 
La bande dessinée Capitaine Fantôme est créée par Raymond Cazanave et Marijac. La suite des aventures des personnages de cette bande dessinée est publiée sous le nom de Vampire des Caraïbes puis Les Boucaniers, toujours créées par les mêmes auteurs. Cette fois-ci, le récit se déroule dans un univers de piraterie plus classique à bord du navire Pavillon noir. 
D'autres séries sont publiées dans le journal : 
- Capitaine Flamberge par Le Rallic et Marijac ;
- Kidnapped par Webb et Stevenson.

##### Fantastique et science-fiction
Le dernier thème est celui du récit fantastique et de science-fiction. Il est très peu présent puisqu'il n'y a qu'une seule bande dessinée qui rentre dans ce thème, Guerre à la Terre dessinée par Auguste Liquois et scénarisée par Marijac. Il s'agit d'un récit d'anticipation construit sur l'idée d'une nouvelle guerre mondiale qui opposerait l'Humanité aux « Martiens ».
Dans ce thème, la figure du guerrier est exaltée et celui-ci est présenté comme un héros voir un modèle à suivre. On retrouve parfois ce thème évoqué dans des bandes dessinées humoristiques comme Tribacil mais il reste très rare.

### Un rédactionnel aux intérêts multiples

#### La page 2: place réservée des romans à suivre
Une partie non négligeable de la place allouée au rédactionnel est consacrée aux romans à suivre qui se retrouve de manière régulière en page 2 du journal. Il s'agit de roman publié par chapitre ou d'histoire à suivre, le plus souvent accompagné d'une illustration. Il y a notamment Raycaze qui illustre Espion à croix gammée de Paul Mystère. 
Le premier récit à suivre publié dans Coq hardi en 1944 s'intitule « Au service de la France : récit vécu par un FFI d'Auvergne ». Il met en scène un jeune homme, Adrien Bougé, qui s'est engagé dans les Forces françaises de l'intérieur. Le récit s'étend sur cinq numéro (jusqu'au 10 janvier 1945). Ce récit fait écho au parcours de Marijac, lui-même engagé dans les FFI.
Ensuite, les autres romans publiés, par chapitre cette fois, sont la création de Paul Bérato sous les pseudonymes de « Paul Mystère » ou « Yves Démèze ». 
Le roman Espion à croix gammée de Paul Mystère est publié du no 9 au no 58 (1er mai 1947). Encore une fois, l'histoire sert l'idéologie antinazie de l'époque. 
D'autres séries sont publiées dans le journal : 
- Frag et l'Ours de Paul Mystère ;
- Le trésor de l'épave d'Yves Demèze ;
- L'île aux Douze Totems de Paul Mystère ;
- Aventures et tracteurs de pistes du Far West de Joe Hamman ;
- Ecumeurs de Maranon de Paul Mystère ;
- Les révoltés de Bornéo de P. Mystère ;
- Testaments des sans le sous de Yves Demèzes.

#### Des petites rubriques annexes
La part du rédactionnel est en baisse jusqu'en 1948. Toutefois, celle-ci augmente dès les années 1950 jusqu'à dominer la part réservée aux bandes dessinées. Le contenu de ces rubriques est à la fois didactique et ludique et évolue au fil des années.
Dans les premiers numéros du journal Coq hardi, un espace est dédié aux jeux. Celui-ci est composé de rébus, de mots croisés ou de devinettes. Les mots croisés forment des éléments symboliques comme un coq, une croix de Lorraine, les initiales « F.F.I » ou « R.F ». Les mots à trouver sont liés aux valeurs exaltées par le journal comme : la volonté, le patriotisme et la liberté. Même au travers des jeux, les références à la Résistance pullulent. Cette tendance est surtout présente dans les premiers numéros du journal, peu après la Libération et a tendance à disparaître au fil des numéros, les mots croisés redeviennent alors basiques.
Paul Mystère écrit des articles intitulés « premier hommage à l'aviation ». Dans ceux-ci, il présente les avancées de l'aviation en présentant à chaque numéro un nouvel avion et dans quel domaine celui-ci est utilisé. 
Dans un premier temps, des rubriques insolites et épisodiques comblent les pages allouées au rédactionnel. Elles évoquent des sujets insolites et amusants comme « un poil qui déteint » ou encore « les larves ont la vie dures » qui raconte la particularité des larves de libellules.
Enfin avec le développement de la tribu des Coqs Hardi, une part croissante du rédactionnel est consacré au monde des Amérindiens. Des rubriques présentent la culture et les coutumes amérindiennes (peintures sur le visage, usage du lasso, pratique de la chasse…). Une rubrique régulière est celle de « L'Histoire véridique des grands chefs indiens » animée par Joë Hamman, un illustrateur passionné de l'univers du Western qui développe le goût des jeunes pour l'Amérique et les Indiens. Il présente dans chaque numéro un chef amérindien.

#### La tribu des Coqs Hardis
Le rayonnement du journal ne se limite pas à ce support. En effet, une véritable communauté se forme autour du journal. Elle est développée et encadrée par la direction de Coq Hardi par la création de concours, de rassemblements, de rencontres, le tout autour d'un thème commun. Ici, cette communauté s'organise selon le thème de la tribu indienne. Ainsi, dans chaque numéro depuis le 23 mai 1946 (no 11) une rubrique est intitulée « La tribu des Coqs Hardi ». Cette rubrique change de nom pendant quelques mois entre 1946 et 1947 pour celui de « l'Écho de la Prairie » parodiant le titre du quotidien « L'Écho de Paris ». C'est un moyen de fidéliser les abonnés au journal et de le faire connaître à un plus grand public en créant des activités annexes à celui-ci. La communauté s'affirme d'autant plus qu'elle se construit en opposition à ceux qui ne sont pas entrés dans la communauté, les « visages pâles ». L'entrée dans la communauté fait alors office de passage initiatique. Cet aspect est d'autant plus fort que le journal se veut être réservé aux garçons transmettant des valeurs « masculines ». 
Dans chaque article consacré à la tribu des Coqs Hardi, l'auteur signe un billet hebdomadaire sous le nom de « Grand Sachem sans plume ». Derrière ce nom se cache le directeur du journal Marijac. Dans le no 11, il est expliqué que pour adhérer à la tribu des Coqs Hardi, la seule condition est d'envoyer au journal son nom et prénom ainsi qu'un nom de guerrier indien intitulé « totem » qui est accompagné d'une devise personnelle (« chant de guerre ») à partir du 17 juillet 1947 (no 69). On peut alors faire partie du groupe sans être abonné au journal, ce qui ouvre la communauté à un plus grand nombre d'adhérents. Par exemple, le dessinateur Wolinski est « Belette grimaçante » ou encore Jacques Chirac a choisi le nom de « Bison impétueux » ou « Bison égocentrique ». Il est aussi indiqué que la tribu des Coqs Hardis est composée de guerriers dont les seules armes seront leur esprit ou leurs talents. L'aspect didactique est ainsi mis en exergue. Chaque semaine, les noms des nouveaux adhérents à la tribu des Coqs Hardis sont publiés dans la rubrique « Nouveaux guerriers », ainsi que quelques messages personnels écrits par les membres de la communauté Coq Hardi. Le nombre croissant de membres engendre des noms de guerriers redondants ce qui contraint les adhérents à en choisir des nouveaux. On décide ensuite d'accoler un chiffre, comme pour les chevaux de course pour que puissent exister des « Ours solitaire 2 » ou « Rivière d'argent 4 ». Certains noms sont également refusés par l'équipe rédactionnelle, ce qui montre les difficultés et les dérives d'un tel système. Chaque semaine, dans la rubrique « Un guerrier à l'honneur », un adhérent est honoré et récompensé de trois mois d'abonnement gratuit. Ils peuvent être choisis pour leur talent de dessinateur ou leur déguisement de chef indien, entre autres. 
Au no 31 (24 octobre 1946), le journal lance un concours visant à créer un insigne pour la tribu des Coqs Hardis. Quatre numéros plus tard, l'insigne est créé et produit à grande échelle par la direction du journal. Le but est de consolider la communauté par un symbole visuel commun favorisant aussi la publicité du journal. En effet, des publicités apparaissent pour acheter cet insigne qui coûte 20 FRF. Le 12 juin 1947 (no 64), un nouveau jeu est mis en place par l'équipe rédactionnelle. Chaque fois qu'un membre de l'équipe du journal rencontre un membre de la communauté portant sur lui l'insigne, il lui crie « Stop ! Coq Hardi ! » et lui offre trois mois d'abonnement gratuit. Cela pousse les membres à porter en permanence leur insigne. 
La communauté s'organise également en clan pour un meilleur encadrement. Le découpage en clan se fait géographiquement. Par exemple, le clan situé en région parisienne s'intitule « Clan de la plume blanche ». Certains clans achètent des insignes en grand nombre pour tous leurs membres. Cela engendre ainsi un bénéfice important de plusieurs centaines de francs pour le journal.
La communauté Coq Hardi encadre le rythme de vie des enfants car des messages de la direction du journal font référence aux vacances scolaires, à la rentrée des classes ou encore aux fêtes de Noël. 
De nombreuses activités sont organisées à travers le journal Coq Hardi. En effet, entre 1944 et 1948 de nombreux concours sont organisés avec de nombreux lots pour les vainqueurs. Les qualités requises pour gagner ses concours sont des capacités intellectuelles et sportives. Ce sont des qualités requises pour de bons guerriers et ce sont des qualités que le journal Coq Hardi veut transmettre et valoriser chez les jeunes. Les étapes éliminatoires s'effectuent de manière départementale ou régionale. Chaque étape du concours est annoncée et publiée dans le journal chaque semaine. Par exemple, un concours sportif est organisé en 1948, appelé le « Grand Prix Coq Hardi ». Des épreuves d'athlétisme et de triathlon sont proposées tout en étant divisées en catégorie (exemple : catégorie des cadets). Il y a également des concours qui requièrent des connaissances géographiques de la France ou de l'Europe. Par exemple il y a les concours des Tours de France ou d'Europe cycliste. Les enfants doivent trouver le nom des villes pour valider l'étape du Tour. Le concours s'étend sur plusieurs semaines. Dans chaque numéro, une nouvelle épreuve est publiée permettant de gagner des points. Cela permet de classer les participants. Il arrive toutefois que les vainqueurs doivent être départagés par un tirage au sort voire une épreuve supplémentaire. Il y a aussi le concours des départements illustrés où un département est dessiné avec les stéréotypes liés à ce département. Chaque semaine, les participants doivent retrouver le nom des deux départements représentés. 
D'autres évènements sont organisés comme en 1948, avec le tirage au sort du voyage organisé. Les candidats qui veulent participer répondent à l'annonce et Marijac et son équipe procèdent à un tirage au sort. C'est ainsi que trois enfants accompagnés de l'équipe de Coq hardi partent en Camargue et trois autres partent à Londres pour assister aux Jeux Olympiques avec Marijac. Lors du grand concours Alaska-Argentine en 1947, le vainqueur est invité à participer à un voyage aux États-Unis pour rencontrer le chef indien Wakan Sica, figure importante du journal, étant un véritable Amérindien, il apporte un cachet authentique au journal. Cependant, à la suite de problèmes administratifs, les vainqueurs partent finalement avec Marijac visiter les Alpes suisses et italiennes. Leurs aventures sont racontées dans les pages du journal avec des photographies. Tous ces concours ont pour objectif d'exporter le journal pour qu'il se distingue des autres journaux uniquement destinés à divertir. 
Toutefois ce ne sont pas les seules récompenses que propose le journal. Dans le cadre des concours, les prix décernés aux vainqueurs peuvent être une bicyclette, des abonnements gratuits ou encore de l'argent en espèces. Cette somme permet aux enfants de continuer d'acheter le journal, de participer aux concours, voire de payer un abonnement au journal.

## Publicité et exploitation du sentiment de groupe
Outre la formation d'une communauté « coq hardienne » (terme employé dans le journal) qui participe grandement d'une stratégie commerciale en donnant une impression d'exclusivité au lectorat du journal, la direction de Coq hardi regorge d'originalité pour valoriser le journal et son créateur. 

### Une publicité discrète
Dans le journal, une partie est consacrée à la publicité. Toutefois elle reste minime et concerne le journal lui-même ou des produits directement liés à celui-ci. 
De nombreuses fois dans le journal, la direction de Coq hardi écrit directement aux lecteurs ou à leurs parents dans le but de les faire acheter un abonnement au journal ou des produits annexes (albums-magazines). L'abonnement au journal est présenté comme le meilleur cadeau qu'un enfant puisse recevoir : « un abonnement à Coq hardi sera un cadeau-étrenne apprécié de vos enfants ». La stratégie employée pour augmenter le nombre d'abonnements est celle de presser le lecteur en insistant plusieurs fois dans le même numéro sur le tirage limité du journal. Ainsi, si un lecteur veut être certain d'avoir chaque numéro, il doit prendre un abonnement en utilisant le bulletin d'adhésion présent lui aussi dans chaque numéro. En effet, les abonnements rapportent davantage au journal que l'achat d'un journal à l'unité car la rentrée d'argent se fait immédiatement. 
Toutefois, la publicité ne s'adresse pas uniquement aux parents qui financent l'abonnement, mais aussi aux enfants pour qu'ils demandent à leurs parents de prendre un abonnement ou bien de le renouveler. En effet, des rubriques ou bandes dessinées qui seront publiées quelques numéros plus tard sont présentées en avance aux lecteurs. C'est le cas des Petites histoires de Saint Ogan pour les bandes dessinées ou encore pour les romans comme ceux de Paul Mystère. Cette stratégie commerciale concerne également les produits annexes du journal Coq hardi comme les albums-magazines Coq hardi (20 pages, trois histoires complètes, 12 FRF en 1945 et 18 FRF en 1946) ou la publication des grands romans de Coq hardi à 15 francs chacun. Une publicité pour faire acheter L'Or des Alfourous de Paul Mystère et illustrée par Marijac (grand roman) est présente dans de nombreux numéros de l'année 1948. Ces albums s'adressent donc à des lecteurs passionnés par les romans publiés épisodiquement dans le journal mais aussi à ceux qui auraient manqué certains chapitres. Ces albums servent également le rayonnement du journal et des auteurs publiés dans celui-ci. En effet, les Trois mousquetaires du maquis connaissent cinq albums pour 7 FRF chacun. 
La direction du journal Coq hardi lance en 1948 un second journal destiné à un public plus jeune Baby journal. Il est composé de huit pages en couleur pour un total de 8 FRF. Le rayonnement de Coq hardi est utilisé pour faire connaître ce nouveau journal. En effet, dans les années d'après-guerre, la presse enfantine est organisée d'abord par sexe ce qui tend à s'effacer progressivement mais surtout par tranche d'âge. Ainsi le nouveau journal Baby Journal, destiné à un public plus jeune que celui de Coq Hardi, est présenté comme le journal idéal pour « vos petits frères ou sœurs ». Les auteurs publiés dans ce nouveau journal sont présentés dans la publicité de Coq hardi car ceux-ci sont connus des lecteurs pour leurs séries publiées dans ce journal. Ainsi, les lecteurs de ce journal deviennent aussi des acheteurs potentiels du journal car ils retrouvent leurs auteurs phares. 
La publicité dans Coq hardi sert donc directement la production directe et annexe de Coq hardi mais d'autres publicités extérieures viennent également enrichir le journal, notamment des publicités pour des timbres mais aussi pour des jouets ou des gadgets (planeur).

### La figure forte et paternaliste de Marijac
Marijac, le directeur et créateur du journal, a une place toute particulière en son sein. Il incarne dans chaque numéro une figure paternaliste. D'abord, il se présente comme le chef de la Tribu des Coqs hardis sous le nom du Grand Sachem Sans Plume. Cela fait de lui une figure d'autorité pour ses subalternes que sont les jeunes adhérents. Marijac essaie ainsi de transmettre ses valeurs parmi lesquelles la loyauté car plus les adhérents sont anciens plus ils sont honorés là où les adhérents les plus récents sont amoindris. Au sein de l'équipe rédactionnelle, il est le plus important car c'est lui qui accompagne les enfants en voyage et rédige le billet hebdomadaire dans lequel il s'adresse directement aux lecteurs. Marijac fait l'objet de plusieurs rubriques dithyrambiques comme dans le numéro 50 du 6 mars 1947 où apparaît la biographie de Marijac en tant que « créateur du « Coq hardi » et fondateur de la Tribu » dans une sorte de culte de la personnalité. Elle peut être mise en parallèle avec la seule autre biographie présente dans Coq hardi, celle du général de Gaulle (numéro 1). 
Au sein de cette hiérarchie, l'équipe rédactionnelle occupe également un rôle important. Ils ont chacun un totem : Alain Saint Ogan est « Vieux chat frileux », Trubert est « Œil au beurre noir », Calvo est « Bison à l'œil de verre », E. Le Rallic est « Crinière argentée », Frick est « Calumet rouge » et enfin Erik est « Œil de piaf » et à titre de parrain, Pierre Clostermann, « Grand Aigle Volant ». Tout en restant en dessous de Marijac, ils restent eux aussi des figures d'autorité. Les lecteurs peuvent les rencontrer lors des rencontres organisées par le journal. 
Derrière l'aspect ludique, cette autorité ne reste pas cantonnée au journal car celle-ci permet à la direction de diffuser des messages et d'avoir une influence sur les adhérents. Dans ces billets ou dans certains messages publicitaires, il est enjoint au lecteur de tout faire pour participer à la diffusion du journal. Dans le numéro 58 du 1er mai 1947, Marijac écrit : « dans chaque ville ou village vous êtes les représentants de votre journal ». 
L'aspect de groupe prime dans journal car l'équipe rédactionnelle confie aux adhérents de véritables responsabilités concernant la diffusion et la survie du journal. En échange de ces services, Marijac distribue des récompenses, notamment des abonnements gratuits. Il favorise l'idée que les adhérents participent eux aussi à la réussite du journal et passe pour une figure généreuse.
Dans le no 115 (3 juin 1948), Marijac écrit dans son billet hebdomadaire un article intitulé « Réponse aux grincheux » dans lequel il défend son journal des critiques portées contre celui-ci. Le journal est accusé de faire l'apologie de la violence en exaltant des criminels comme Capitaine Fantôme. Marijac présente les véritables valeurs du journal qui sont la loyauté, la franchise, le courage et le patriotisme. Il insiste sur l'aspect didactique du journal dont le but est selon ses propres mots de faire des lecteurs de « bons français ». Il met en exergue la spécificité de son journal dont la production est presque exclusivement française. 
Il en découle que Marijac cherche à occuper une place de tuteur pour cette jeunesse. Il cherche notamment, d'après ses dires, à transmettre un message idéologique, à inculquer des valeurs. Son journal vise à « faire naître dans l'esprit des jeunes une saine passion (…) : le goût de l'effort, du risque et de la lutte ». Dans le numéro 87 du 20 novembre 1947, Marijac donne la devise de Coq hardi : « Franc et loyal ».

## Augmentation du nombre de pages, de la couleur et du prix du vente

### Fréquence de parution accrue
Le premier numéro du journal Coq hardi paraît le 20 novembre 1944. Sur la première page est mentionnée la fréquence de parution du journal. Elle varie selon le contexte politico-économique et selon le succès ou le déclin du journal. 
Les deux premières années, le journal paraît tous les dix jours puis en 1946 le journal devient bimensuel et un numéro est publié le premier et le quinze du mois. À partir du dixième numéro (1946), le journal devient hebdomadaire puisqu'un numéro est disponible chaque jeudi. Ces premières années marquent l'apogée de Coq hardi. Toutefois, à partir des années 1950, le journal connaît des difficultés grandissantes qui marquent le début de son déclin. Celui-ci est visible en premier lieu par la fréquence de parution du journal qui s'espace rapidement. En 1954, le journal devient à nouveau bimensuel et un an plus tard le journal devient mensuel. Le 15 septembre 1956 le journal Coq hardi cesse de paraître, il ne fait plus face à la concurrence. Toutefois, en 1962, le journal réapparaît mais sous un nouveau format mensuel. Cette nouvelle et dernière série de Coq hardi s'étend sur deux ans et prend fin définitivement le 5 février 1963.

### Nombre de pages et couleur
La formule n'est pas le seul changement que connaît le journal. En effet, dans le troisième numéro de la première année de publication (le 10 décembre 1944), la direction du journal s'adresse aux lecteurs pour les informer de leurs objectifs concernant le magazine Coq hardi. Le journal Coq hardi doit se contenter de quatre pages dans les premières années à cause de la restriction de papier liée au contexte historique de l'époque. Toutefois, le journal annonce la volonté de la direction d'agrandir ce magazine à huit pages, voire douze, dès que possible. Coq hardi est composé de six pages pour le quatrième numéro (20 décembre 1944) qui est une édition spéciale Noël. À partir du no 10 (9 mai 1946), le journal se divise en huit pages. 
La place de la couleur dans un journal est un facteur économique important. En effet, la proportion de pages en couleur varie selon le numéro et elle n'est pas toujours consacrée aux mêmes rubriques. Le premier numéro du journal Coq hardi est entièrement en couleur (quatre pages de couleurs). Cette composition a un coût important ce qui détermine le caractère exceptionnel de ce numéro tout en couleur. C'est une stratégie commerciale visant à faire connaître et apprécier le journal au plus grand nombre. En effet, la couleur est plus attractive pour un jeune public. Pour les numéros suivants composés de quatre et six pages, il y a deux pages en couleur qui sont systématiquement la première et la dernière de couverture. Toutefois pour le numéro spécial Noël de l'année 1944, le numéro est composé de six pages dont quatre en couleurs. Les deux pages supplémentaires à l'intérieur du journal sont entièrement imprimées à l'encre bleue. Pour les numéros à huit pages, ils sont composés de quatre pages en couleurs qui sont systématiquement la première de couverture, les pages centrales (pp. 4 et 5) et la quatrième de couverture. Enfin, pour les numéros de douze et seize pages il y a huit pages en couleurs. 
Au moment de la première phase de déclin dans les années 1950, le nombre de pages et la couleur évoluent car la fréquence de parution ayant changé, cette conception du journal n'est plus adaptée pour continuer à être vendue avec un prix toujours plus important. En 1962, le journal Coq hardi est composé de trente-six pages. 
Au niveau de la couleur, un changement s'opère au no 228 car les quatre pages couleurs sont désormais en bichromie (rouge et noir), moins coûteuses à produire.

### Augmentation croissante du prix du journal
Le Coq hardi coûte 4 puis 6 FRF pour quatre et six pages pendant les deux premières années. Ensuite, le journal composé de huit pages coûte 8 FRF (30 octobre 1947, no 84), puis 10 FRF et enfin 12 FRF. Celui continue d'augmenter atteignant un prix de 15 FRF en 1949 puis 18 FRF en 1950 et finalement 20 FRF en 1951 pour huit pages de couleur. En parallèle, des abonnements spéciaux se multiplient pour les vacances ou les fêtes de fin d'année. Pour les années 1944 et 1945, les publicités parues dans le journal pour un abonnement présentent des prix pour trois mois (50 FRF), six mois (100 FRF) et un an (200 FRF). Ces prix croissent avec la fréquence plus rapide de parution du journal (tous les dix jours, bimensuel et hebdomadaire). En 1948, une publicité pour des abonnements spéciaux de fin d'année annonce un abonnement de trois mois au journal pour 175 FRF, six mois 225 FRF et un an 450 FRF. Le prix du numéro étant important en 1948 (12 FRF), des prix de vacances se multiplient comme onze numéros pour 100 FRF. L'apparition de prix spéciaux permet également de faciliter la diffusion du journal à de nouveaux lecteurs potentiels avant de les fidéliser. En 1954, le prix du journal est de 30 FRF et enfin il passe à 50 FRF en 1955 pour 36 pages en noir et blanc. 
Le journal n'est pas uniquement destiné au marché français. En effet, à partir du 2 octobre 1947 (no 80) le prix du journal en Suisse et en Belgique est de respectivement 0,25 CHF et 3 BEF. Dans les années 1950, le journal est vendu 0,42 CHF en Suisse et 4 BEF en Belgique pour seize pages. Cette faible augmentation du prix à l'étranger montre la difficile implantation des journaux français en Belgique à l'inverse de ceux-ci largement implantés sur le marché français dans les années 1950. 
|                                        | Prix     | Nombre de pages                           |
| -------------------------------------- | -------- | ----------------------------------------- |
| 1944                                   | 4 FRF    | 4 pages                                   |
| 1945                                   | 4 FRF    | 6 pages                                   |
| 1946                                   | 6 FRF    | 6 pages                                   |
| Septembre 1946                         | 7 FRF    | 8 pages                                   |
| Octobre 1947                           | 8 FRF    | 8 pages                                   |
| Février 1948                           | 10 FRF   | 8 pages                                   |
| Décembre 1948                          | 12 FRF   | 8 pages                                   |
| 1950                                   | 15 FRF   | 16 pages                                  |
| 1951                                   | 25 FRF   | 16 pages                                  |
| Janvier 1954                           | 30 FRF   | 16 pages                                  |
| 1954                                   | 40 FRF   | 36 pages                                  |
| Arrêt du journal le 15 septembre 1956. |          |                                           |
| 1962                                   | 0,60 FRF | 84 pages (format de poche : 13,5 × 18 cm) |

## Échec et déclin
À partir de 1950, les difficultés rencontrées par Coq hardi s'amplifient. Les éditions S.E.L.P.A ne peuvent plus assurer sa publication. C'est ainsi qu'en 1950, ce sont les Éditions de Montsouris qui sont chargées d'assurer la parution de Coq hardi. Cette seconde série débute le 30 novembre 1950.
Coq hardi n'arrive pas à faire face à la concurrence notamment celle du journal Tintin. La matière proposée par le journal a vieilli et un décalage de plus en plus marqué s'affirme entre un contenu ancien et un lectorat qui grandit. En effet dans les années 1955, les lecteurs de Coq hardi sont devenus des adolescents. C'est ainsi qu'une nouvelle rubrique mensuelle est créée. Elle s'intitule « Je serai » et présente à chaque numéro un métier. Grâce à cette nouvelle rubrique, Marijac espère être en phase avec son lectorat qui est entré dans une phase d'orientation professionnelle. Or, malgré ce changement de plaquette, le journal ne survit pas et cesse de paraître le 15 septembre 1956. 
Toutefois, Marijac s'associe avec Del Duca et publie Mireille et Cocorico. Le journal Cocorico reprend le modèle de la revue pour garçon avec des couleurs inversées à celles de Coq hardi. Ces revues sont publiées par les Éditions de Chateaudun. En effet, Marijac a conservé les droits sur les bandes dessinées qu'il a publiées dans Coq hardi. Cependant, le journal Cocorico composé de 36 pages ne dure qu'un trimestre.
L'année 1962 marque le retour de Coq hardi sur le marché français avec un nouveau format (format de poche 13,5 × 18 cm). Le journal est composé de 84 pages en noir et blanc et coûte 0,60 FRF. De nombreuses bandes dessinées déjà parues dans Coq hardi sont publiées dans ce numéro avec quelques histoires inédites comme « la très belle histoire de Coq hardi ». Cette tentative de relance se solde par un échec puisque le journal prend fin définitivement le 5 février 1963.